# 산누에나방과
산누에나방과는 나비목 산누에나방과의 나방들의 분류이다. 애벌레는 녹색의 통통한 몸매를 갖고 있으며, 참나무, 상수리나무, 밤나무 등을 먹이식물로 한다. 여름에 먹이식물을 먹고 자란 산누에나방 애벌레는 8월에 고치를 만들기 위해서 실을 짓는데 이를 천잠(天蠶)이라고 한다. 사람의 손으로 길러져 잘 날지 못하는 누에나방와는 달리 산누에나방은 자유롭게 날아다닐 수 있다. 또한 몸색상도 흰색의 누에나방에 비해서 화려한 편이며, 날개에는 천적인 새의 공격을 피하기 위한 눈알무늬도 있다.

## 국내 서식종
- 긴꼬리산누에나방
- 옥색긴꼬리산누에나방
- 참나무산누에나방
- 밤나무산누에나방
- 가중나무고치나방
- 유리산누에나방
- 달유리고치나방
- 부엉이산누에나방
- 네눈박이산누에나방
- 산누에나방
- 작은산누에나방

멧누에나방은 속하지 않는다.